# 斯維勒·費恩
斯維勒·費恩（挪威語：Sverre Fehn，1924年8月14日—2009年2月23日）是一位挪威建築師。1997年獲得了Heinrich Tessenow Gold Medal和普利茲克獎。

## 作品
斯維勒·費恩完成了超過100棟建築的設計，然而在他1997年獲得普利茲克獎時，實際被建造的只有11棟。著名的作品有：
- 1958年 比利時 布魯塞爾世界博覽會挪威館
- 1962年 威尼斯雙年展北歐館
- 1963年 Schreiner House, Oslo
- 1963-64年 Villa Norrköping, Sweden
- 1967-79年 挪威哈馬爾 海德馬克博物館（英语：Hedmark Museum）
- 1990年 挪威班布勒 Busk House
- 1991-2002年 挪威冰川博物館
- 1993-96年 Aukrust Centre in Alvdal
- 2000年 Ivar Aasen-tunet in Ørsta
- 2007年 Gyldendal House, Oslo
- 2003-08年 挪威奧斯陸 國家藝術建築設計博物館

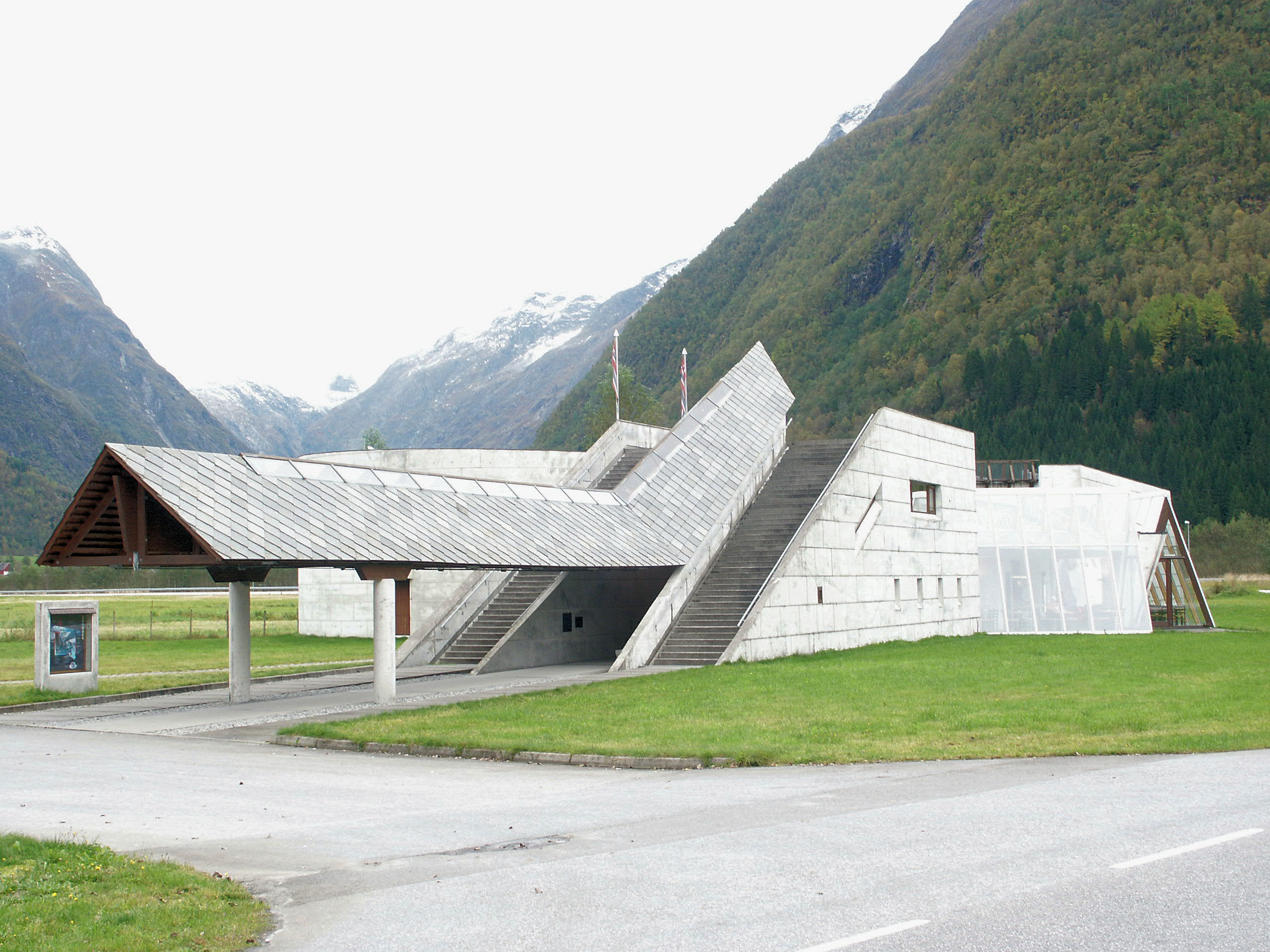
挪威冰川博物館
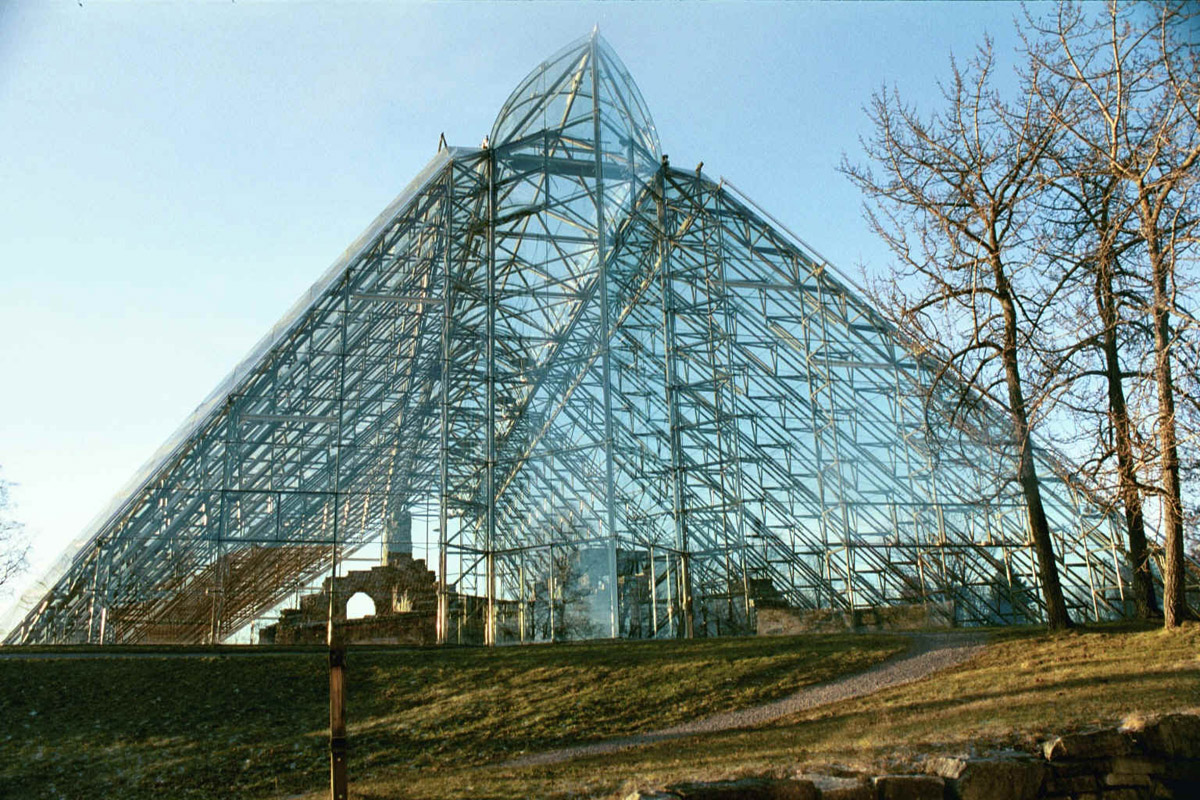
海德馬克博物館
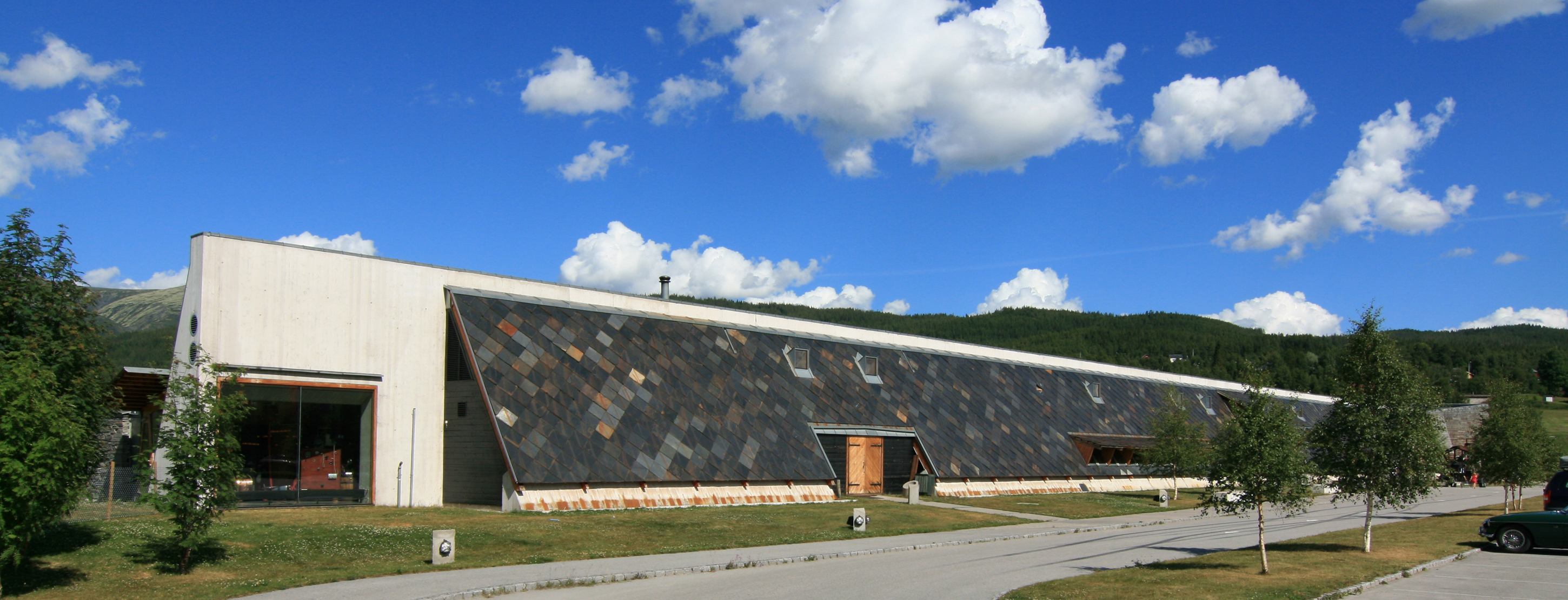
Aukrust Centre in Alvdal
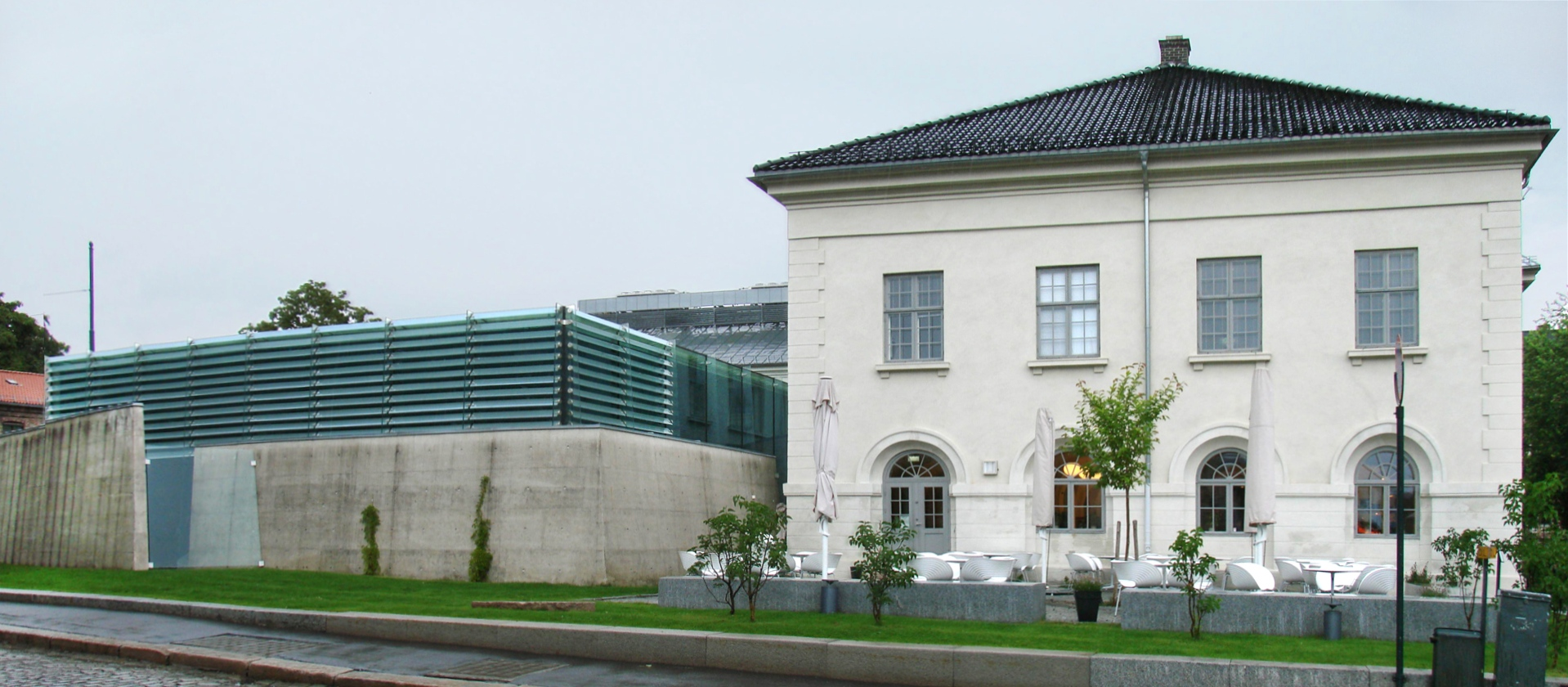
National Museum of Art, Architecture and Design

## 外部連結
- 斯維勒·費恩傳記與作品
- 普利茲克獎-斯維勒·費恩傳記